# José Abreu
José Dariel Abreu Correa (Cruces, 29 de janeiro de 1987) é um jogador de beisebol cubano que atua como primeira-base. Atualmente joga no Houston Astros. É reconhecido por sua qualidade ofensiva, destacando-se pela potência em suas rebatidas.
Abreu iniciou sua carreira profissional em sua terra natal, onde se consagrou como um dos melhores rebatedores do esporte, sendo escolhido o jogador mais valioso da Série Nacional de Beisebol em 2011. Desertou de Cuba em 2013 para ingressar na Major League Baseball, assinando um contrato de US$ 68 milhões com o Chicago White Sox, que viria a ser na época o acordo mais bem-pago da história da liga a um jogador estrangeiro.
Em seu primeiro ano nos Estados Unidos, foi escolhido por unanimidade como a revelação do ano da Liga Americana, sendo o primeiro novato a terminar a temporada entre os cinco melhores em todas as categorias da Tríplice Coroa. Em 2020, Abreu foi eleito o jogador mais valioso da liga. Também foi vencedor do Silver Slugger Award em três oportunidades, nos anos de 2014, 2018 e 2020.
O grande número de home runs marcados ao longo de sua carreira lhe rendeu o apelido de "Barry Bonds cubano."

## Infância e juventude
José Abreu nasceu no bairro de Mal Tiempo, em Cruces, na província de Cienfuegos, no sul de Cuba. Morava junto de seus pais e avós em uma pequena casa de madeira. Seu pai José Oriol Abreu trabalhava com construção civil, e sua mãe Daysi Correa, era dona de casa.
Incentivado por seu pai, que também foi jogador de beisebol semi-profissional, começou cedo a prática do esporte, tendo como ídolo seu compatriota Orestes Kindelán. Aos sete anos de idade, já participou dos Jogos Escolares Nacionais e Juvenis, tendo tido a sua primeira experiência internacional na categoria entre 11 e 12 anos, em uma competição escolar disputada na Colômbia. Além da primeira base, Abreu também atuava como interbases.

## Carreira

### Cuba
Aos 16 anos, Abreu fez a sua estreia na Série Nacional, defendendo seu time local, os Elefantes de Cienfuegos, contra o Camagüey, no Estádio Cándido González. Logo em sua primeira temporada, estabeleceu o recorde de sequência de rebatidas para novatos da Série Nacional, com 31 jogos consecutivos. Atuou mais como defensor externo, principalmente na posição de campista direito.
No ano de 2005, em sua terceira temporada na Série Nacional, Pito, como é conhecido em Cuba, consolidou seu lugar no time de Cienfuegos, sendo o campista direito titular em 84 dos 89 jogos disputados durante a temporada regular e liderando o time em rebatidas (105) e corridas impulsionadas (64).
A partir de 2008, Abreu passou a ser utilizado primariamente como primeira-base, posição na qual se destacou na MLB. Com a chegada do técnico Iday Abreu em 2008–2009, Pito começa a mostrar sua força com o bastão ao liderar os Elefantes em home runs (19) pela primeira vez na carreira. No ano seguinte, Abreu novamente é o primeiro do time em home runs, com 30 - a segunda melhor marca em toda a Série Nacional. Com isso, o time de Cienfuegos avança para os playoffs pela primeira vez desde a chegada de Abreu.
Foi na temporada de 2010–2011 que Pito se consagrou como o melhor rebatedor da liga cubana, ao bater o recorde nacional de home runs em uma temporada, com 33. Seu desempenho elevou o time de Cienfuegos à melhor campanha da temporada regular, sendo eliminada nas semifinais para os Vequeros de Pinar del Rio, eventuais campeões da temporada. Abreu também liderou a liga em média de rebatidas, com .453.
Em 2011–2012, Abreu lidera a liga em média de rebatidas pelo segundo ano seguido, e apesar de conseguir mais home runs do que na temporada anterior (35), termina em segundo lugar no quesito. No mesmo ano, foi eleito para o time das estrelas da Série Nacional como o melhor primeira base. Em sua décima temporada pelos Elefantes, Pito lidera a liga em home runs pela segunda vez, com 19 rebatidas para fora do estádio.

#### Deserção
Em Cuba, o salário mensal de um jogador de beisebol era de cerca de US$20, muito diferente das cifras milionárias da Major League Baseball, que já cobiçavam o talento de Abreu após sua participação no Clássico Mundial de Beisebol. Junto de seus pais, esposa, irmã e cunhado, Pito deixou sua terra natal em uma viagem de barco de 12 horas rumo ao Haiti, em agosto de 2013. Abreu deixou seu filho Dariel Eduardo, então com dois anos, em Cuba. De lá, foi para a República Dominicana, se estabelecendo em Santo Domingo, e posteriormente, em Santiago, duas horas ao norte da capital dominicana, onde ficou por três meses sendo observado por olheiros da Major League Baseball.
Para deixar o seu país, Abreu teve o auxílio do haitiano Amin Latouff, que pagou US$ 160 mil para a viagem de barco, e enviou para a MLB um visto de trabalho supostamente registrado no Haiti. Em 13 de outubro de 2013, Latouff também forneceu um passaporte falso para Abreu, que relatou ter comido as páginas do documento durante um voo de Porto Príncipe para Miami, para evitar ser capturado na chegada aos Estados Unidos.
Houve também o envolvimento de dois ex-agentes de Abreu, Bartolo Hernandez e Julio Estrada, que receberam um pagamento de U$ 5,8 milhões do atleta.

### Chicago White Sox
Em outubro, Abreu assinou por seis temporadas com o Chicago White Sox. Foi a maior contratação da história do time de Chicago, que desembolsou US$ 68 milhões pelo primeira-base cubano. No elenco dos White Sox, Abreu se juntou aos compatriotas Alexei Ramírez, Dayán Viciedo, e Adrian Nieto.

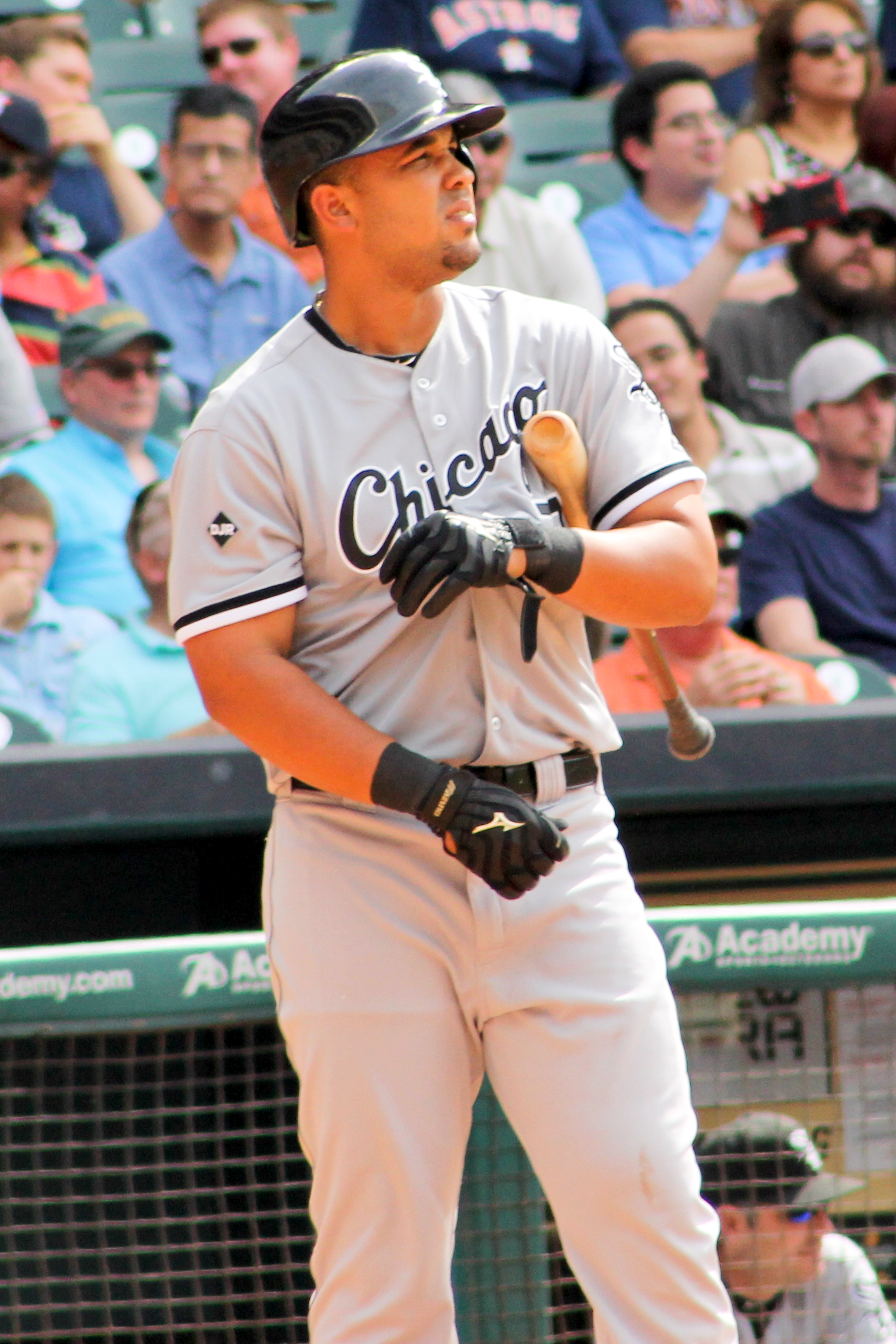
Abreu em sua temporada de estreia na MLB.

#### 2014–2019
Em 31 de março de 2014, logo no primeiro arremesso que recebeu em sua carreira nos Estados Unidos, José Abreu rebateu uma bola rápida de Ricky Nolasco, do Minnesota Twins, em uma rebatida dupla. Em 8 de abril, Abreu acertou seus dois primeiros home runs na MLB, contribuindo para a vitória de seu time contra o Colorado Rockies por 15-3.
Em 25 de abril, ele marcou seu oitavo home run do ano contra Chris Archer, empatando o recorde de home runs para novatos em março e abril. Na mesma noite, Abreu fez sua terceira partida com mais de um home run, completando com um walk-off grand slam contra o Tampa Bay Rays. Isso deu a ele nove home runs em seu primeiro mês nas Major Leagues, ultrapassando o recorde de oito feito por Albert Pujols (2001), Carlos Delgado (1994) e Kent Hrbek (1982). Dois dias depois, Abreu quebrou o recorde de notavos em corridas impulsionadas no mês de abril com 31, e ampliou o recorde de home runs den ovatos para 10. Por seu desempenho, Abreu dividiu o título de Jogador da Semana da AL de 21 a 27 Abril com Kyle Seager do Seattle Mariners. Nesta semana, Abreu rebateu .310 com 5 home runs, 14 corridas impulsionadas e .862 de porcentagem de slugging.
No dia 18 de maio, Abreu foi movido para a lista de inativos por um período de 15 dias por uma tendinite em seu tornozelo esquerdo. Foi reintegrado ao elenco em 2 de junho para a partida contra o Los Angeles Dodgers. Em seu segunda vez ao bastão após o retorno, Abreu acertou home run de duas corridas contra o ás dos Dodgers, Clayton Kershaw.
Em 6 de julho, Abreu foi selecionado para o All-Star Game da MLB de 2014 junto aos companheiros de time Alexei Ramírez e Chris Sale. Até a parada para o jogo das estrelas, Abreu tinha uma aproveitamento de .292, com 73 RBIs, além de liderar a MLB em home runs com 29. Durante a temporada, Abreu foi escolhido tanto como jogador do mês como novato do mês em abril e julho, sendo que nunca um jogador havia ganho os dois prêmios no mesmo mês mais de uma vez em uma única temporada. Ao vencer o prêmio de novato do mês em junho, Abreu tornou-se o quarto jogador na história a ser escolhido como o melhor calouro do mês mais de duas vezes no mesmo ano.
Abreu terminou a temporada com 36 home runs, melhor marca da história de um jogador em seu primeiro ano com os White Sox. Ele foi eleito pela Sporting News como o novato do ano da Liga Americana. Venceu também o Silver Slugger Award da AL, se tornando o segundo primeira-base dos White Sox a ser condecorado com o troféu, após Frank Thomas. Abreu foi escolhido por unanimidade como o novato do ano da AL pela Baseball Writers' Association of America em 10 de novembro de 2014.
Em 2015, Abreu retornou à Cuba pela primeira vez após sua deserção, fazendo parte de uma viagem da MLB ao país caribenho em busca de refazer os laços da liga norte-americana com o regime comunista cubano. Durante os seis primeiros anos de contrato, Abreu manteve a alta produção ofensiva. Em todas as temporadas liderou o Chicago White Sox em corridas impulsionadas, sendo também o primeiro em aproveitamento em 2015 e 2018) e em três vezes, o líder em home runs (2015, 2017 e 2019). 
Na vitória por 13 a 1 dos South Siders contra o San Francisco Giants em 9 de setembro de 2017, José Abreu se tornou o sexto jogador na história do clube a rebater pelo ciclo, o primeiro desde José Valentín em 2000. Em 2018, foi novamente escolhido para o All-Star Game e venceu pela segunda vez o Silver Slugger Award. No ano seguinte, é chamado para o All-Star Game pela terceira vez.
Em 22 de novembro de 2019, Abreu assinou um novo contrato com os White Sox, no valor de US$ 50 milhões por mais três temporadas.

#### 2020–2022: MVP da Liga Americana
Nos dias 22 e 23 de agosto de 2020, em dois jogos contra os rivais locais, o Chicago Cubs, Abreu igualou um recorde da MLB ao acertar um home run em quatro vezes ao bastão consecutivas, sendo três na primeira partida em 22 de agosto, contra Kyle Hendricks, Rowan Wick, and Duane Underwood Jr., e, no dia seguinte, acertando novamente em seu primeiro duelo com o arremessador Yu Darvish. Em sua sétima temporada com os South Siders, Abreu igualou seu melhor aproveitamento da carreira na MLB e liderou a Liga Americana em slugging, RBIs (60), jogos disputados (60), rebatidas (76), rebatidas extrabase (34) e bases totais (148), além de terminar no top 10 em home runs (19, segunda melhor marca) e rebatidas duplas (15, nona melhor marca). No entanto, também foi o pior da liga pelo segundo ano consecutivo em caídas em queimada dupla (10), e o primeira-base com mais erros (5).
Abreu liderou os White Sox para a pós-temporada pela primeira vez desde 2008. Em 30 de setembro de 2020, acertou seu primeiro home run nos play-offs, contra Jesus Luzardo do Oakland Athletics. Mesmo com a eliminação na rodada de Wild Card, o desempenho do cubano na temporada regular lhe rendeu o título de MVP da Liga Americana. Abreu foi o quarto jogador dos White Sox a vencer o título, o primeiro desde Frank Thomas em 1994, se juntando à Thomas, Dick Allen, e Nellie Fox.
Em 2021, Abreu testou positivo para COVID-19 na chegada do spring training.
Em 14 de abril de 2021, contra o Cleveland Indians, Abreu conseguiu uma importante eliminação em cima de Josh Naylor na parte de cima da nona entrada, que garantiu um no-hitter para seu companheiro de time Carlos Rodon. Em uma partida contra o Kansas City Royals em 14 de maio, Abreu colidiu com o rebatedor Hunter Dozier, sofrendo uma contusão facial, laceração e uma lesão no joelho. Apesar dos machucados, Abreu estava em campo no dia seguinte, e dois dias após a lesão, garantiu a vitória contra os Royals com um walk-off contra Wade Davis.
Ainda em 2021, o Chicago White Sox enfrentou os Yankees em uma partida comemorativa em Dyersville, Iowa no dia 12 de agosto, no mesmo local onde fora gravado o filme Field of Dreams. José Abreu foi o responsável por acertar o primeiro home run de uma partida da MLB na história do estado de Iowa.
Abreu manteve os bons números na temporada de 2021, liderando o time mais uma vez em corridas impulsionadas (117) e home runs (30), embora seu aproveitamento tenha caído para .261. O cubano caiu de produção em 2022, no que seria sua última temporada em Chicago. Apesar de fechar o ano como o jogador com mais rebatidas pelo White Sox (183), seu número de home runs caiu pela metade da temporada anterior.

### Houston Astros
Após nove anos em Chicago, Abreu assinou um contrato de US$ 58,5 milhões por três anos com os Astros, substituindo Yuli Gurriel.

## Seleção Cubana

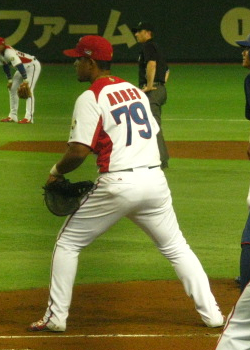
Abreu em ação por Cuba em 2013.

Abreu foi pré-convocado para representar Cuba no Clássico Mundial de Beisebol de 2009, mas ficou de fora da seleção final. Ele fez parte do elenco cubano campeão no Torneio World Port e na Copa do Mundo de 2009, como reserva de Ariel Borrero na posição de primeira-base. Foi o titular da posição na Copa Intercontinental em 2010, na qual Cuba sagrou-se campeã pela 11ª vez. No mesmo ano disputou o Campeonato Mundial de Beisebol Universitário, sendo escolhido o melhor primeira-base da competição.
Abreu foi convocado por Alfonso Urquiola para a disputa dos Jogos Pan-Americanos de 2011. Em Guadalajara, acertou três home runs em cinco jogos e conquistou a medalha de bronze. Também integrou o time vice-campeão na Copa do Mundo realizada no Panamá, na qual teve uma média de rebatidas de .475.
No Clássico Mundial de Beisebol de 2013, Abreu foi o principal destaque dos cubanos, com nove corridas impulsionadas e três home runs.

## Estilo de jogo
Abreu é um power hitter, que embora não possua muita habilidade como defensor ou corredor, se destaca nas rebatidas potentes e com frequência consegue altos índices de slugging e home runs.

## Estatísticas
| Temporada         | Liga              | Equipe                  | J    | MÉD  | REB  | HR  | COR  | BR |
| ----------------- | ----------------- | ----------------------- | ---- | ---- | ---- | --- | ---- | -- |
| 2003–04           | Série Nacional    | Elefantes de Cienfuegos | 71   | .271 | 70   | 5   | 21   | 1  |
| 2004–05           | Série Nacional    | Elefantes de Cienfuegos | 61   | .228 | 38   | 4   | 17   | 0  |
| 2005–06           | Série Nacional    | Elefantes de Cienfuegos | 84   | .337 | 105  | 11  | 64   | 2  |
| 2006–07           | Série Nacional    | Elefantes de Cienfuegos | 85   | .293 | 83   | 9   | 42   | 0  |
| 2007–08           | Série Nacional    | Elefantes de Cienfuegos | 71   | .318 | 76   | 13  | 43   | 1  |
| 2008–09           | Série Nacional    | Elefantes de Cienfuegos | 81   | .346 | 100  | 19  | 69   | 0  |
| 2009–10           | Série Nacional    | Elefantes de Cienfuegos | 89   | .399 | 114  | 30  | 76   | 2  |
| 2010–11           | Série Nacional    | Elefantes de Cienfuegos | 66   | .453 | 96   | 33  | 93   | 2  |
| 2011–12           | Série Nacional    | Elefantes de Cienfuegos | 87   | .394 | 111  | 35  | 99   | 1  |
| 2012–13           | Série Nacional    | Elefantes de Cienfuegos | 77   | .345 | 91   | 19  | 60   | 2  |
| Total             | Total             | Total                   | 772  | .341 | 884  | 178 | 584  | 11 |
| 2014              | MLB               | Chicago White Sox       | 145  | .317 | 176  | 36  | 107  | 3  |
| 2015              | MLB               | Chicago White Sox       | 154  | .290 | 178  | 30  | 107  | 0  |
| 2016              | MLB               | Chicago White Sox       | 159  | .293 | 183  | 25  | 100  | 0  |
| 2017              | MLB               | Chicago White Sox       | 156  | .304 | 189  | 33  | 102  | 3  |
| 2018              | MLB               | Chicago White Sox       | 128  | .265 | 132  | 22  | 78   | 2  |
| 2019              | MLB               | Chicago White Sox       | 159  | .284 | 180  | 33  | 123  | 2  |
| 2020              | MLB               | Chicago White Sox       | 60   | .317 | 76   | 19  | 60   | 0  |
| 2021              | MLB               | Chicago White Sox       | 152  | .262 | 148  | 30  | 117  | 1  |
| 2022              | MLB               | Chicago White Sox       | 157  | .305 | 183  | 15  | 75   | 0  |
| 2023              | MLB               | Houston Astros          | 141  | .237 | 128  | 18  | 90   | 0  |
| Total             | Total             | Total                   | 1411 | .287 | 1573 | 261 | 959  | 11 |
| Total na carreira | Total na carreira | Total na carreira       | 2183 | .292 | 2457 | 439 | 1543 | 22 |

Fonte: Baseball Reference

## Prêmios

### Equipe

#### Chicago White Sox
- Divisão Central da Liga Americana: 2019[68]

### Individuais
BBWAA
- Jogador Mais Valioso da Liga Americana: 2020[69]
- Novato do Ano da Liga Americana: 2014[69]

#### Liga Americana
- Silver Slugger (3): 2014, 2018 e 2020[69]
- Hank Aaron Award (1): 2020[69]
- All-Star (3): 2014, 2018 e 2019[69]
- Novato do Ano: 2014[69]
- Novato do Mês (3): abril, junho e julho de 2014[69]
- Jogador do Mês (4): abril e julho de 2014, agosto de 2020 e agosto de 2021[69]
- Jogador da Semana (6): 04/28/2014, 08/03/2015, 09/21/2015, 05/28/2017, 08/23/2020 e 05/30/2021[69]

#### Baseball America
- Novato do Ano: 2014[69]

#### Associação de Jogadores da MLB (MLBPA)
- Jogador do Ano (1): 2020[69]
- Novato do Ano: 2014[69]
- Chicago White Sox Heart and Hustle Award (1): 2022[69]

#### MLB.com
- Novato do Ano: 2014[69]

#### Sporting News
- Jogador do Ano (1): 2020[69]
- Novato do Ano: 2014[69]

## Vida pessoal
É formado em Educação Física e é casado com Yusmary Hernandez, com quem tem um filho, Dariel Eduardo, nascido em 2010. Morava em Cienfuegos com sua esposa e filho em uma casa disponibilizada pelo Instituto Nacional de Deportes, Educación Física y Recreación de Cuba (INDER). Após a deserção do atleta, o órgão notificou a família de Abreu para que deixasse a residência. Abreu tinha uma grande relação de amizade com o compatriota Minnie Miñoso, ídolo dos White Sox na década de 1950 e integrante do Hall da Fama do Beisebol.
Em Cuba, é conhecido como Pito. O apelido lhe foi dado por seu tio: quando Abreu era criança, pedia para que o seu tio tocasse violão dizendo "ping la tala", mais tarde, reduzido apenas para "pito".